# William Sealy Gosset

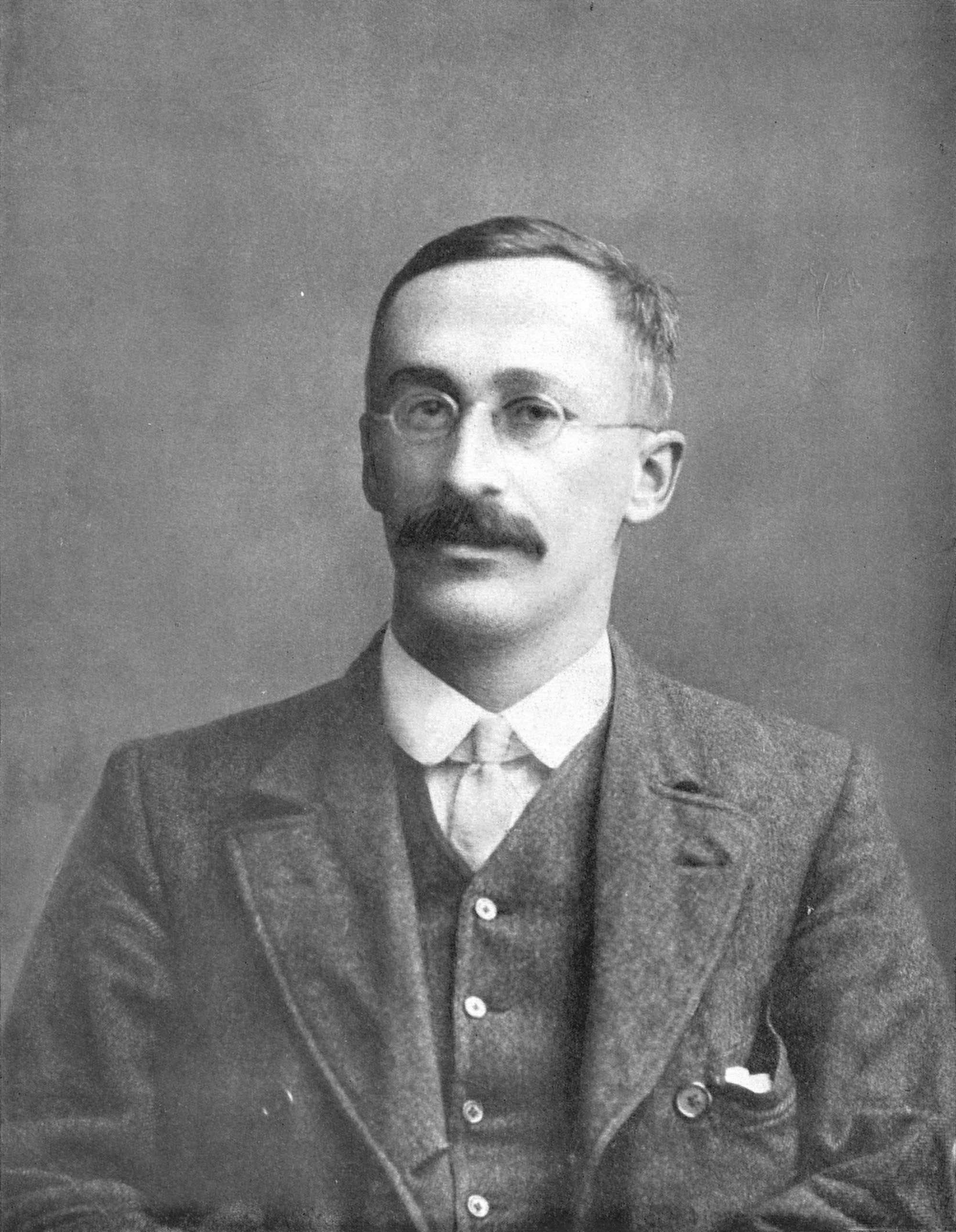
William Sealy Gosset, 1908

William Sealy Gosset (* 13. Juni 1876 in Canterbury; † 16. Oktober 1937 in Beaconsfield) war ein englischer Statistiker. Er publizierte unter dem Pseudonym Student.
Sein Hauptwerk mündete in der Studentschen t-Verteilung und dem t-Test, welcher es dem Statistiker erlaubt, zu prüfen, ob sich die beiden Mittelwerte zweier Stichproben bedeutend unterscheiden oder nicht.
Der Begriff der Studentisierung geht ebenfalls auf ihn zurück.

## Leben
Gosset wurde als Sohn von Agnes Sealy Vidal und Oberst Frederic Gosset geboren und besuchte die Privatschule Winchester College. Er studierte Chemie und Mathematik am New College in Oxford. Nach dem Abschluss seiner Studien 1899 begann er in der Dubliner Brauerei Arthur Guinness & Son zu arbeiten.
Guinness war ein fortschrittlicher agro-chemischer Betrieb, und Gosset wandte sein statistisches Wissen sowohl in der Brauerei als auch in der Landwirtschaft an – um die beste Gersten-Qualität für die Bierherstellung zu erzielen. William Gosset erarbeitete sich dieses Können 1906/1907 bei Studien und Versuchen im biometrischen Labor von Karl Pearson. Gosset und Pearson hatten eine gute Beziehung zueinander, und Pearson half bei der mathematischen Kleinarbeit in Gossets Schriften. Pearson half ebenso bei seinen Studien 1908, hatte aber nur geringes Augenmerk für deren Wichtigkeit: Diese Arbeit befasste sich mit kleinen Stichprobengrößen – ein typisches Problem einer Brauerei, während ein Biometriker üblicherweise hunderte von Stichproben heranziehen kann und deshalb keine besonderen Methoden für kleine Stichproben-Umfänge benötigt.
Ein anderer Wissenschaftler bei der Guinness-Brauerei hatte eine Arbeit publiziert, welche – zum Schaden der Brauerei – Betriebsgeheimnisse enthielt. Um weiteren Verrat vertraulicher Informationen abzuwenden, verbot die Brauerei ihren Mitarbeitern, irgendwelche Arbeiten zu veröffentlichen. Dies bedeutete für Gosset, dass er unter einem Pseudonym veröffentlichen musste; er wählte „Student“. Seine größte Errungenschaft, die t-Verteilung, ist demnach als „Studentsche t-Verteilung“ bekannt.
Fast alle seiner Publikationen veröffentlichte Gosset unter seinem Pseudonym, ebenfalls The probable error of a mean, welche in Pearsons Journal Biometrika erschien. Allerdings war es nicht Pearson, sondern der Statistiker Ronald Aylmer Fisher, welcher die Bedeutung von Gossets Arbeit über kleine Stichprobengrößen erkannte. Fisher glaubte, dass Gosset eine „logische Revolution“ bewerkstelligte. Ironischerweise ist die t-Prüfgröße, für welche Gosset berühmt ist, Fishers Kreation. Gossets Formel war {\displaystyle z=t/{\sqrt {n-1}}}; und Fisher führte die t-Form ein, weil diese mit seiner Theorie der Freiheitsgrade im Einklang stand. Fisher war auch verantwortlich für die Anwendung der t-Verteilung auf die Regressionsrechnung.
Gossets Interesse am Gerstenanbau führte ihn zu dem Gedanken, dass landwirtschaftliche Experimente nicht nur den durchschnittlichen Ertrag verbessern, sondern auch zu Gersten-Sorten führen sollten, welche gegenüber Boden und Klima robuster und weniger sensibel sind. Dieses Prinzip erscheint erst viel später in den Arbeiten Fishers und dann in jenen Genichi Taguchis in den 1950er Jahren.
1935 verließ Gosset Dublin, um eine wissenschaftliche Führungsposition in der neuen Guinness-Brauerei in London zu übernehmen. Er starb 1937 in Beaconsfield an einem Herzinfarkt.

## Schriften
- Student (1908): The Probable Error of a Mean. In: Biometrika. Band 6 Heft 1. 1908, S. 1–25.